# Liste des évêques de Kasana-Luweero
Liste des évêques de Kasana-Luweero
(Dioecesis Kasanus-Luveerinus)
L'évêché de Kasana-Luweero, en Ouganda, est créé le 30 novembre 1996, par détachement de l'archevêché de Kampala.

## Sont évêques
- 30 novembre 1996-19 août 2006 : Cyprian Kizito Lwanga
- 19 août 2006-4 juin 2008 : siège vacant
- 4 juin 2008-9 décembre 2021 : Paul Ssemogerere

## Sources
- L'ANNUAIRE PONTIFICAL, sur le site http://www.catholic-hierarchy.org, à la page